# Wielkopolskie Stowarzyszenie Sołtysów
Wielkopolskie Stowarzyszenie Sołtysów – polska organizacja pozarządowa, zarejestrowana w krajowym rejestrze sądowym pod numerem 0000045213, członek Krajowego Stowarzyszenia Sołtysów.
WSS (pierwsza nazwa Stowarzyszenie Społeczno-Kulturalne Sołtysów Województwa Konińskiego) powstało z inicjatywy senatora Ireneusza Niewiarowskiego w 1991 roku i zrzesza dziś 1381 członków z ponad 40 gmin. Wśród nich są przede wszystkim sołtysi, członkowie rad sołeckich oraz byli sołtysi z dawnego województwa konińskiego. Stowarzyszenie postawiło sobie za cel przede wszystkim dbałość o rozwój wsi, podtrzymywanie jej bogatej tradycji, działania na rzecz pobudzania rozwoju społecznego i podnoszenia jakości życia.

## Historia
Po raz pierwszy sołtysi zaczęli spotykać się i organizować z inicjatywy senatora Ireneusza Niewiarowskiego w 1990 roku w Koninie. W efekcie czego przy senatorze powstał Konwent Sołtysów. W 1991 roku doszło do powstania Stowarzyszenia Społeczno-Kulturalnego Sołtysów Województwa Konińskiego. 23 marca 1992 roku odbyło się pierwsze walne zebranie członków stowarzyszenia. Stowarzyszenie zorganizowało pierwszy w Polsce konkurs na najlepszego sołtysa, a także pierwszą Krajową Pielgrzymkę Sołtysów i Środowisk Wiejskich do Lichenia jak i Wielkopolski Piknik Sołtysów w Sompolnie razem z Przeglądem Konińskim oraz Urzędem Miasta i Gminy w Sompolnie. Masowe dotarcie do sołtysów odbyło się poprzez powołanie przez stowarzyszenie miesięcznika – Gazetę Sołecką oraz rocznik – Poradnik Radnego i Sołtysa.

## Cele
- reprezentowanie i obrona wspólnych, społecznych i prawnych interesów sołtysów, jako przedstawicieli społeczności wiejskich i samorządów mieszkańców wsi.
- podejmowanie działań na rzecz podnoszenia kwalifikacji oraz sprawności  samorządowej służby sołtysów.
- wspieranie działań oraz inicjatyw podejmowanych przez sołtysów  na rzecz szeroko rozumianego rozwoju środowisk wiejskich.
- wspieranie samorządu i samorządności.

## Władze
- Ireneusz Niewiarowski – prezes honorowy
- Sławomir Królak – prezes
- Ryszard Papierkowski – wiceprezes
- Irena Arend – wiceprezes
- Henryk Zagozda – sekretarz
- Jerzy Krzyżak – skarbnik
- Słanisław Pełka – członek
- Krystyna Kacprzak – członek
- Jacek Pawlak – członek
- Wiesław Wyskocki – członek

## Działania i programy
Najważniejsze działania WSS: 
- wspieranie działań wokół ustawy o Funduszu Sołeckim;
- propagowanie metody Odnowy Wsi;
- zainicjowanie Wielkopolskiego Pikniku Sołtysów w Sompolnie;
- wydawnicza: 
  - Gazeta Sołecka[2] (ogólnopolski miesięcznik docierający do kilkudziesięciu tysięcy sołtysów)
  - Poradnik Radnego i Sołtysa;
- organizacja szkoleń szczególnie dotyczących Funduszu Sołeckiego i  metody Odnowy Wsi
- informacje przybliżające możliwości pozyskania środków z funduszy unijnych